# 清麗戦
大成建設杯清麗戦（たいせいけんせつはいせいれいせん）は、大成建設と日本将棋連盟が主催する将棋の棋戦（女流タイトル戦）。五番勝負の勝者は清麗のタイトル称号を得る。2019年度から開催されている。

## 概要
「清麗戦」は2019年度に創設された、現在序列2位の女流タイトル戦である。五番勝負によりタイトル清麗を決める。創設時の主催者はヒューリック、2021年度以降は大成建設が主催している。
棋戦方式の特徴として、予選トーナメントに2敗失格制（ダブルイリミネーション方式のトーナメント）を導入しており、本棋戦の創設により女流棋士の対局数増加に寄与することになった。
2022年開始の第5期より棋戦名における冠名の表記順に変更があり、それまでの「期数・冠名・棋戦名」の順（第4期 大成建設杯 清麗戦）から「冠名・期数・棋戦名」の順（大成建設杯 第5期 清麗戦）の名称で行われている。

### 棋戦創設と主催者変更の経緯
「清麗戦」創設
2018年12月、日本将棋連盟は新たな女流棋戦「ヒューリック杯清麗戦」の開催を発表した。女流タイトル戦の新設は2011年度に創設された「女流王座戦」以来、8年ぶりである。「清麗戦」の優勝賞金は700万円で、従来の最高額であった「マイナビ女子オープン」「リコー杯女流王座戦」の500万円を抜き最高額（棋戦創設時）となり、「清麗戦」は序列は単独1位（棋戦創設時）の女流タイトル戦となった。
ヒューリックは2018年度より「棋聖戦」に特別協賛しているが、本棋戦の創設に伴う記者会見（2018年12月12日）において、ヒューリック会長の西浦三郎は、「清麗戦」を創設した理由について「タイトル戦は男性棋戦が8つ、女流棋戦が6つ。女流棋戦を活性化させていく必要がある」と述べた。
「清麗戦」の名称について、当時の日本将棋連盟常務理事だった清水市代は棋戦の創設に伴う記者会見において、「清く麗しい、という女性らしい華やかさが現れた棋戦名を選んで頂いた」という旨を述べた。
主催者変更
2020年10月6日、ヒューリックは新たな女流棋戦「白玲戦・女流順位戦」の設立を発表。それに伴い「清麗戦」の主催者を第3期以降は大成建設に移行し、棋戦名も「大成建設杯清麗戦」に変更された。また「白玲戦」の優勝賞金が1500万円であるため、「白玲戦」創設以降の「清麗戦」は序列2位の女流タイトル戦となっている。

## 方式
予選・本戦トーナメントを行い、挑戦者を決定する。清麗と挑戦者が五番勝負を行い、勝者が新たな清麗となる。
本棋戦への参加資格は女流棋士のみにあり、女性奨励会員やアマチュアには参加資格がない。
前期の上位進出者やタイトルホルダーであっても棋戦の一部免除等の有利な条件はなく、トーナメント人数調整による1回戦からの出場者の対局数が1局多くなることを除き、棋戦出場者全員がほぼ同条件で行なわれる。

### 予選
清麗保持者以外の全参加者が出場するダブルイリミネーショントーナメント。「予選トーナメント」と、その敗者が出場する「再挑戦トーナメント」がある。
予選トーナメント優勝者と、再挑戦トーナメントを勝ち抜いた3名の計4名が本戦出場となる。持ち時間は2時間（チェスクロック方式）。
従来、女流棋戦の予選は1敗すれば終わりの勝ち抜きトーナメントが多かったが、本棋戦はダブルイリミネーション方式のため1敗してもまだチャンスがあり、当時の日本将棋連盟会長の佐藤康光も「対局機会を増やすまたとないチャンス」と位置づけていた。

#### 予選トーナメント
倉敷藤花戦同様に全出場者が少なくとも2回戦から出場。敗者は再挑戦トーナメントに回る。優勝者はそのまま本戦出場となる。
前期の五番勝負敗者および本戦進出者については、準決勝までに当たらないようにトーナメントの端にそれぞれ配置される。

#### 再挑戦トーナメント
予選トーナメント1-2回戦敗者、3回戦敗者（16名）、4回戦敗者（8名）、準々決勝敗者（4名）、準決勝敗者（2名）ごとに5つのトーナメントブロックに分かれて実施。各ブロック勝ち抜き者5名と予選トーナメントでの決勝敗者の計6名を抽選で3組に分け、勝者3名が本戦出場となる。

### 本戦
予選を勝ち抜いた4人（うち3名は再挑戦からの勝ち抜き者）で本戦を行い、優勝者が清麗への挑戦者となる。持ち時間は3時間（チェスクロック方式）。

### 五番勝負
清麗と挑戦者が五番勝負を行う。持ち時間は4時間（チェスクロック方式）。

## 過去の方式

### 第1期
予選・本戦トーナメントで清麗を争う。本戦の決勝進出者2名で五番勝負を行い、勝者が第1期清麗となった（里見香奈が第1期清麗）。

#### 予選
予選は女流棋士全員が参加するダブルイリミネーショントーナメント方式。成績が同じ勝敗数同士の者が対戦することを繰り返し、2敗した者から敗退していき、通算で6勝した者が通過する。（便宜的に下表は同じ勝敗の者を1つの枠で表しているが、実際には2回戦から6回戦まで、対戦前の星取りが全く同じ者同士（全勝同士、1敗の同回戦敗者同士）が対戦するので、実質的に第2期以降と同じである。）
|       | 総数62名 ⇒ A 32名[30名+不戦2名]/B 30名 |                                  |                                   |                                   |                                     |                                     |                                                   |                                                   |
| 1回戦 | (A)1勝0敗 : 32名 ⇒ C/D 各16名          | (A)1勝0敗 : 32名 ⇒ C/D 各16名    | (A)1勝0敗 : 32名 ⇒ C/D 各16名     | (A)1勝0敗 : 32名 ⇒ C/D 各16名     | (A)1勝0敗 : 32名 ⇒ C/D 各16名       | (A)1勝0敗 : 32名 ⇒ C/D 各16名       | (B)0勝1敗 : 30名 ⇒ D 16名[14名+不戦2名]/敗退 14名 | (B)0勝1敗 : 30名 ⇒ D 16名[14名+不戦2名]/敗退 14名 |
| 2回戦 | (C)2勝0敗 : 16名 ⇒ E/F 各8名           | (C)2勝0敗 : 16名 ⇒ E/F 各8名     | (C)2勝0敗 : 16名 ⇒ E/F 各8名      | (C)2勝0敗 : 16名 ⇒ E/F 各8名      | (C)2勝0敗 : 16名 ⇒ E/F 各8名        | (D)1勝1敗 : 32名 ⇒ F 16名/敗退 16名 | (D)1勝1敗 : 32名 ⇒ F 16名/敗退 16名               | 0勝2敗 14名 敗退                                  |
| 3回戦 | (E)3勝0敗 : 8名 ⇒ G/H 各4名            | (E)3勝0敗 : 8名 ⇒ G/H 各4名      | (E)3勝0敗 : 8名 ⇒ G/H 各4名       | (E)3勝0敗 : 8名 ⇒ G/H 各4名       | (F)2勝1敗 : 24名 ⇒ H 12名/敗退 12名 | (F)2勝1敗 : 24名 ⇒ H 12名/敗退 12名 | 1勝2敗 16名 敗退                                  | -                                                 |
| 4回戦 | (G)4勝0敗 : 4名 ⇒ I/J 各2名            | (G)4勝0敗 : 4名 ⇒ I/J 各2名      | (G)4勝0敗 : 4名 ⇒ I/J 各2名       | (H)3勝1敗 : 16名 ⇒ J 8名/敗退 8名 | (H)3勝1敗 : 16名 ⇒ J 8名/敗退 8名   | 2勝2敗 012名 敗退0                  | -                                                 | -                                                 |
| 5回戦 | (I)5勝0敗 : 2名 ⇒ K/L 各1名            | (I)5勝0敗 : 2名 ⇒ K/L 各1名      | (J)4勝1敗 : 10名 ⇒ L 5名/敗退 5名 | (J)4勝1敗 : 10名 ⇒ L 5名/敗退 5名 | 3勝2敗 08名 敗退0                   | -                                   | -                                                 | -                                                 |
| 6回戦 | (K)6勝0敗 1名 本戦へ                   | (L)5勝1敗 : 6名 ⇒ M 3名/敗退 3名 | (L)5勝1敗 : 6名 ⇒ M 3名/敗退 3名  | 4勝2敗 05名 敗退0                 | -                                   | -                                   | -                                                 | -                                                 |
| 7回戦 | -                                      | (M)6勝1敗 3名 本戦へ             | 5勝2敗 03名 敗退0                 | -                                 | -                                   | -                                   | -                                                 | -                                                 |
|       |                                        |                                  |                                   |                                   |                                     |                                     |                                                   |                                                   |
| -     | 本戦出場(6勝)                          | 本戦出場(6勝)                    | 敗退(2敗)                         | 敗退(2敗)                         | 敗退(2敗)                           | 敗退(2敗)                           | 敗退(2敗)                                         | 敗退(2敗)                                         |

出場女流棋士62名に1-64の番号が割り与えられ（32、64は空き番）、勝敗とその番号に基づいて各回戦の組み合わせが決められる。
1回戦から5回戦は、若い番号から順にそれぞれグループ分けされる。グループ分けは、1回戦では2名ずつ、2回戦では4名ずつ、3回戦では8名ずつ、4回戦では16名ずつ、5回戦では32名ずつとなる（空き番の32番、64番も1名としてカウント）。各回戦の各グループにおいては全勝同士、1敗の同回戦敗者同士でそれぞれ対局が組まれる。1回戦、2回戦では、対局相手が空き番（32、64）になる者は不戦勝として1勝がカウントされる（1回戦では第1シードとして当時のタイトル保持者である渡部愛（31番）と里見香奈（63番）が該当）。6回戦はグループ分けをせずに同様に対局が組まれる。7回戦は5勝1敗の6名が3組に分かれて対局する（組み合わせ確定方法は不明）。

#### 本戦
予選を勝ち抜いた4人が出場。2組に分かれ対局し、それぞれの勝者が五番勝負に進出。持ち時間は3時間（チェスクロック方式）。

#### 五番勝負
本戦の勝者2人が五番勝負を行い、勝者が第1期清麗となる。持ち時間は4時間（チェスクロック方式）。

## クイーン清麗
清麗を通算5期獲得した女流棋士には「クイーン清麗」の称号が与えられる。
- 福間香奈（2024年クイーン清麗獲得、第1期=2019年度、第2、4-6期）

## 歴代五番勝負
| 五番勝負勝敗（清麗側から見た勝敗） ○：勝ち ●：負け 千：千日手 持：持将棋 清麗戦五番勝負・本戦 \| 太字 \| ：清麗獲得者（五番勝負勝者） \| 0000◎ \| ：予選全勝通過者 \| \| 太字Q \| ：クイーン称号獲得者（五番勝負勝者） \| 0(数字) \| ：1敗した時の勝利数 \| |                                      |         |                     |
| 太字 | ：清麗獲得者（五番勝負勝者）         | 0000◎   | ：予選全勝通過者    |
| 太字Q | ：クイーン称号獲得者（五番勝負勝者） | 0(数字) | ：1敗した時の勝利数 |

| 期 | 年度 | 清麗戦五番勝負  | 清麗戦五番勝負 | 清麗戦五番勝負  | 本戦                  | 本戦                  | トーナメント 参加女流棋士数              |
| 期 | 年度 | 00挑戦者00      | 勝敗           | 00挑戦者00      | 五番勝負 進出者       | ベスト4               | トーナメント 参加女流棋士数              |
| -- | ---- | --------------- | -------------- | --------------- | --------------------- | --------------------- | ---------------------------------------- |
| 1  | 2019 | 挑戦者 里見香奈 | ○○○－－        | 挑戦者 甲斐智美 | 里見香(3勝) 甲斐(4勝) | 中村真◎ / 頼本(0勝)   | 62                                       |
| 期 | 年度 | 清麗            | 勝敗           | 挑戦者          | 挑戦者決定戦 敗者     | ベスト4               | トーナメント 参加女流棋士数 （清麗除く） |
| 2  | 2020 | 里見香奈        | ○○●●○          | 上田初美(1勝)   | 伊藤沙◎               | 石本(4勝) / 岩根(2勝) | 65                                       |
| 3  | 2021 | 里見香奈        | ●●○○●          | 加藤桃子(0勝)   | 鈴木(1勝)             | 香川◎ / 中井(2勝)     | 62                                       |
| 4  | 2022 | 加藤桃子        | ●●●－－        | 里見香奈(2勝)   | 西山(3勝)             | 山根◎ / 伊藤沙(4勝)   | 64                                       |
| 5  | 2023 | 里見香奈        | ○●○○－         | 西山朋佳(1勝)   | 加藤桃◎               | 甲斐(5勝) / 鈴木(4勝) | 69                                       |
| 6  | 2024 | 福間香奈Q       | ○●○○－         | 加藤桃子(5勝)   | 西山◎                 | 山根(4勝) / 鈴木(2勝) | 74                                       |
| 7  | 2025 | 福間香奈        |                | 渡部愛          | 加藤桃                | 上田 / 西山           | 73                                       |

### 記録
予選トーナメント全勝者の本戦敗退
第1-6期において、予選トーナメントを全勝で勝ち上がり本戦進出した者は、全員が本戦・挑戦者決定戦で敗退し五番勝負に進出を果たせていない。一方、第2-5期における五番勝負挑戦者は、本戦進出者4名のうち予選トーナメントで最初に1敗した者になっている。
- 本棋戦の仕組上、予選では1敗の時点で敗退とはならず敗者復活の「再挑戦トーナメント」で棋戦が進行することになるが、本戦では敗者復活の権利はなく、予選トーナメント全勝者は予選トーナメント敗退者が得ることができる「敗者復活の恩典」を唯一受けることができない制度となっている。

予選トーナメント初戦敗退者によるタイトル獲得
第3期において、加藤桃子は予選トーナメントの初戦(1回戦)を敗戦としたが、再挑戦トーナメントの初戦(2回戦)以降を6連勝し本戦進出、さらに本戦2連勝で挑戦者となり、五番勝負を3勝2敗(2連勝2連敗のち勝利)としてタイトル獲得となった。他棋戦であれば初戦敗退となるところであるが、清麗戦の「2敗失格制」に因り生じた事例である。
一方、加藤桃子は第5期において、予選トーナメント(2回戦から)6戦全勝により本戦進出をしているが、上述のとおり予選全勝者である加藤桃子は挑戦者決定戦で敗戦、挑戦者を決めるトーナメント最終戦の1敗のみで敗退している。
| 女流棋士   | タイトル 獲得回数 | タイトル戦 出場回数 | 本戦 進出回数 | 予選 全勝回数 |
| ---------- | ----------------- | ------------------- | ------------- | ------------- |
| 福間香奈   | 5                 | 6                   | 6             | 0             |
| 加藤桃子   | 1                 | 3                   | 4             | 1             |
| 甲斐智美   | 0                 | 1                   | 2             | 0             |
| 上田初美   | 0                 | 1                   | 1             | 0             |
| 西山朋佳   | 0                 | 1                   | 3             | 1             |
| 伊藤沙恵   | 0                 | 0                   | 2             | 1             |
| 鈴木環那   | 0                 | 0                   | 3             | 0             |
| 中村真梨花 | 0                 | 0                   | 1             | 1             |
| 香川愛生   | 0                 | 0                   | 1             | 1             |
| 山根ことみ | 0                 | 0                   | 2             | 1             |
| 頼本奈菜   | 0                 | 0                   | 1             | 0             |
| 石本さくら | 0                 | 0                   | 1             | 0             |
| 岩根忍     | 0                 | 0                   | 1             | 0             |
| 中井広恵   | 0                 | 0                   | 1             | 0             |